# Vantanea
Vantanea é um género botânico pertencente à família Humiriaceae.

## Espécies
Formado por 24 espécies:
| - Vantanea bahiaensis - Vantanea barbourii - Vantanea celativenia - Vantanea compacta - Vantanea contract - Vantanea contracta - Vantanea cupularis - Vantanea deniseae | - Vantanea depleta - Vantanea guianensis - Vantanea macrocarpa - Vantanea magdalenensis - Vantanea micrantha - Vantanea minor - Vantanea morii - Vantanea obovata | - Vantanea occidentalis - Vantanea ovalifolia - Vantanea paniculata - Vantanea paraensis - Vantanea parviflora - Vantanea peruviana - Vantanea spichigeri - Vantanea tuberculata |